# Amada López Meneses
Amada López Meneses   (As Nogais, 30 de juny de 1906 - Barcelona, 4 d'octubre de 1976) va ser una catedràtica i investigadora espanyola.

## Trajectòria
Va estudiar el batxillerat en l'Institut de Lugo on va finalitzar l'any 1923 amb un currículum impecable amb matrícula d'honor en totes les assignatures. Es traslladà a Madrid per a continuar amb els seus estudis i ingressà en la Universitat Central, on va llicenciar en Filosofia i Lletres. Es va especialitzar en Història i va obtenir el títol de Doctora. La Junta d'Ampliació d'Estudis (JAE) li va concedir l'any 1932 una beca que li va permetre viatjar a París per a investigar per a la seva tesi doctoral sobre el viatge de Margarita de Angulema a Espanya. Com els fons de la beca no li permetia subsistir, va aconseguir treball com "repetrice" d'espanyol en L'École Normale Supérieure de Fontenay-aux-Roses.
Va tenir una carrera investigadora llarga i fructífera, encara que marcada per intermitències a causa de la seva dedicació plena a la recerca històrica en arxius. Encara que va enfrontar dificultats durant el franquisme, va ser reconeguda com una prestigiosa historiadora. És especialment famosa per les seves recerques sobre els gitanos a Espanya, basades en importants documents que va descobrir en arxius com l'Arxiu General de Simancas o l'Arxiu Històric Nacional. Els seus treballs inclouen estudis sobre diversos temes històrics, com les pensions de l'Acadèmia de San Fernando, la presència de Moctezuma a Sevilla, i les conseqüències de la pesta negra en la Corona d'Aragó. És considerada una pionera en aquests camps.
A partir de l'any 1936 es va instal·lar a Barcelona. Va publicar en els Butlletins de la Reial Acadèmia de la Història i de la Societat Espanyola d'Excursions.
Va combinar la seva tasca com a investigadora amb la d'historiadora, sent ambdues molt prolífiques. Malgrat els desafiaments durant els primers anys del franquisme, va continuar publicant articles i col·laborant amb diversos centres de recerca, com el Consell Superior de Recerques Científiques (CSIC) i l'Institut d'Història de Buenos Aires. Els seus treballs van ser publicats en revistes de prestigi com el Butlletí de la Reial Acadèmia de la Història i el Bulletin hispanique. A més d'estudis històrics, va escriure diverses biografies, com les de Crescas de Viviers i Pere el Cerimoniós. La seva tasca la va portar a obtenir un prestigi intel·lectual notable, participant en congressos i actes d'homenatge, i contribuint al millorament de l'Arxiu General de Simancas.

## Reconeixements
En 1942 va ser nomenada membre de la Reial Acadèmia Gallega.
L'any 2020, s'inclogué dins del projecte “Mujeres Investigadoras en los Archivos Estatales (1900-1970)” per a la descripció arxivística i per a la creació d'un microlloc específic al Portal d'Arxius Espanyols (PARES), desenvolupat entre els anys 2020 i 2023. Aquest projecte ha estat impulsat per la Subdirecció General d'Arxius Estatals, amb l'objectiu de visibilitzar la tasca d'investigació realitzada a Espanya per dones en l'interval 1900-1970 a partir dels registres documentals que es conserven als Arxius de Gestió dels Arxius Espanyols del Ministeri de Cultura (l'Arxiu Històric Nacional, l'Arxiu de la Corona d'Aragó, l'Arxiu General de Simancas, l'Arxiu General d'Índies, l'arxiu de la Reial Cancelleria de Valladolid, l'Arxiu General de l'Administració i el Centre d'Informació Documental d'Arxius).

## Obra
- Il·lustres estrangers que en 1525 i 1526 visiten Barcelona (1935)
- Francesc I a València (1938)
- Documents culturals de Pere el Cerimoniós (Escola d'Estudis Medievals. CSIC, 1952)
- Crescas de Viviers, astròleg de Joan I el Caçador (Viviers?-Barcelona, m. 9 d'agost de 1391) (1954)
- El primer retorn d'Hernán Cortés a Espanya (1954)
- Documents sobre la pesta negra en els dominis de la Corona d'Aragó (1956)
- Els consolats catalans d'Alexandria i Damasc en ell regnat de Pere el Cerimoniós (1956)
- Carles de Borbó-Montpensier, Duc de Borbó, Conestable de França: el seu viatge a Espanya (1525-1526) (1958)
- Correspondència de Pere el Cerimoniós amb la soldania de Babilònia (1959)
- Una conseqüència de la pesta negra a Catalunya: El programa de 1348 (1959)
- L'últim infant de Navarra Carlos de Albret (1961)
- Pere el Cerimoniós i les relíquies de Santa Bàrbara (1962)
- Martí l'Humà comte de Morella (1962)
- Un company d'Hernán Cortés: Juan Cañería de Saavedra, gendre de Moctezuma (Càceres 150? Sevilla, II de setembre de 1572) (1965)
- Magdalena i Catalina d'Albret Foix, Infantes de Navarra (1965)
- "Novesdades" sobre la immigració gitana en l'Espanya al segle XV (1971)
- L'Oratori del Cavaller de Gràcia
- Les pensions que en 1748 va concedir l'Acadèmia de Sant Ferran per a ampliació d'estudis a Roma
- Un net de Moctezuma en la presó de Sevilla
- Els extremenys a Amèrica
- Alonso de Grau